# Final do Grand Prix de Patinação Artística no Gelo de 2004–05
A Final do Grand Prix de Patinação Artística no Gelo de 2004–05 foi a décima edição da competição, um evento anual de patinação artística no gelo organizado pela União Internacional de Patinação (em inglês:  International Skating Union), e o evento final do Grand Prix de 2004–05. Os patinadores se qualificaram para essa competição através de outras seis competições: Trophée Éric Bompard, NHK Trophy, Cup of Russia, Cup of China, Skate America e Skate Canada International. A competição foi disputada entre os dias 16 de dezembro e 19 de dezembro de 2004, na cidade de Pequim, China.

## Eventos
- Individual masculino
- Individual feminino
- Duplas
- Dança no gelo

## Medalhistas
| Evento                        | Ouro                                      | Prata                                            | Bronze                                      |
| Individual masculino detalhes | Evgeni Plushenko · Rússia                 | Jeffrey Buttle · Canadá                          | Li Chengjiang · China                       |
| Individual feminino detalhes  | Irina Slutskaya · Rússia                  | Shizuka Arakawa · Japão                          | Joannie Rochette · Canadá                   |
| Duplas detalhes               | Shen Xue · Zhao Hongbo · China            | Maria Petrova · Alexei Tikhonov · Rússia         | Pang Qing · Tong Jian · China               |
| Dança no gelo detalhes        | Tatiana Navka · Roman Kostomarov · Rússia | Tanith Belbin · Benjamin Agosto · Estados Unidos | Albena Denkova · Maxim Staviyski · Bulgária |

## Resultados

### Individual masculino
| Pos.              | Nome             | Nacionalidade  | Pontos | PC        | PL         |
| ----------------- | ---------------- | -------------- | ------ | --------- | ---------- |
| Medalha de ouro   | Evgeni Plushenko | Rússia         | 251.75 | 84.35 (1) | 167.40 (1) |
| Medalha de prata  | Jeffrey Buttle   | Canadá         | 216.65 | 76.45 (2) | 140.20 (2) |
| Medalha de bronze | Li Chengjiang    | China          | 201.07 | 65.91 (5) | 135.16 (3) |
| 4                 | Emanuel Sandhu   | Canadá         | 195.90 | 75.60 (3) | 120.30 (5) |
| 5                 | Brian Joubert    | França         | 193.64 | 67.30 (4) | 126.34 (4) |
| 6                 | Ryan Jahnke      | Estados Unidos | 172.06 | 61.40 (6) | 110.66 (6) |

### Individual feminino
| Pos.              | Nome             | Nacionalidade | Pontos | PC        | PL         |
| ----------------- | ---------------- | ------------- | ------ | --------- | ---------- |
| Medalha de ouro   | Irina Slutskaya  | Rússia        | 180.88 | 65.46 (1) | 115.42 (1) |
| Medalha de prata  | Shizuka Arakawa  | Japão         | 160.24 | 64.10 (2) | 96.14 (4)  |
| Medalha de bronze | Joannie Rochette | Canadá        | 156.68 | 55.68 (3) | 101.00 (2) |
| 4                 | Miki Ando        | Japão         | 151.10 | 51.06 (5) | 100.04 (3) |
| 5                 | Yoshie Onda      | Japão         | 138.22 | 52.18 (4) | 86.04 (6)  |
| 6                 | Cynthia Phaneuf  | Canadá        | 134.06 | 42.96 (6) | 91.10 (5)  |

### Duplas
| Pos.              | Nome                            | Nacionalidade  | Pontos | PC        | PL         |
| ----------------- | ------------------------------- | -------------- | ------ | --------- | ---------- |
| Medalha de ouro   | Shen Xue / Zhao Hongbo          | China          | 206.54 | 70.52 (1) | 136.02 (1) |
| Medalha de prata  | Maria Petrova / Alexei Tikhonov | Rússia         | 187.32 | 67.42 (2) | 119.90 (2) |
| Medalha de bronze | Pang Qing / Tong Jian           | China          | 173.66 | 60.34 (4) | 113.32 (3) |
| 4                 | Julia Obertas / Sergei Slavnov  | Rússia         | 173.28 | 60.64 (3) | 112.64 (5) |
| 5                 | Zhang Dan / Zhang Hao           | China          | 172.50 | 59.28 (5) | 113.22 (4) |
| 6                 | Rena Inoue / John Baldwin Jr.   | Estados Unidos | 155.72 | 52.42 (6) | 103.30 (6) |

### Dança no gelo
| Pos.              | Nome                                    | Nacionalidade  | Pontos | DO        | DC         |
| ----------------- | --------------------------------------- | -------------- | ------ | --------- | ---------- |
| Medalha de ouro   | Tatiana Navka / Roman Kostomarov        | Rússia         | 180.23 | 65.30 (1) | 114.93 (1) |
| Medalha de prata  | Tanith Belbin / Benjamin Agosto         | Estados Unidos | 170.53 | 62.37 (2) | 108.16 (2) |
| Medalha de bronze | Albena Denkova / Maxim Staviski         | Bulgária       | 167.62 | 59.73 (4) | 107.89 (3) |
| 4                 | Galit Chait / Sergei Sakhnovski         | Israel         | 166.79 | 60.33 (3) | 106.46 (4) |
| 5                 | Marie-France Dubreuil / Patrice Lauzon  | Canadá         | 159.65 | 58.06 (5) | 101.59 (6) |
| 6                 | Isabelle Delobel / Olivier Schoenfelder | França         | 159.38 | 55.95 (6) | 103.43 (5) |

## Quadro de medalhas
| Ordem | País           | Medalha de ouro | Medalha de prata | Medalha de bronze |    | Ordem por total |
| ----- | -------------- | --------------- | ---------------- | ----------------- | -- | --------------- |
| 1     | Rússia         | 3               | 1                |                   | 4  | 1               |
| 2     | China          | 1               |                  | 2                 | 3  | 2               |
| 3     | Canadá         |                 | 1                | 1                 | 2  | 3               |
| 4     | Estados Unidos |                 | 1                |                   | 1  | 4               |
| 4     | Japão          |                 | 1                |                   | 1  | 4               |
| 6     | Bulgária       |                 |                  | 1                 | 1  | 4               |
| TOTAL | TOTAL          | 4               | 4                | 4                 | 12 | —               |